# Sokolia dolina
Sokolia dolina – jedna z dolin w Słowackim Raju. Jest lewym odgałęzieniem Tomášovskiej Belej, wcinającym się w płaskowyż Glac. Leży w całości w granicach Parku Narodowego Słowacki Raj. Cały rejon Sokoliej doliny znajduje się na obszarze rezerwatu przyrody Kyseľ - jest to największy rezerwat (949,97 ha) w granicach Parku Narodowego. Na Słowacji rezerwaty mają 5 stopni ochrony, rezerwat Kyseľ ma najwyższy, piąty stopień ochrony.
Dolina ma postać głębokiego, kretego wąwozu i jest uważana za jeden z najdzikszych wąwozów Słowackiego Raju. Po raz pierwszy przeszli nią L. Rokfalussy i A. Mervay z towarzyszami w 1910 r. Już w następnym roku wyznakowano nią szlak turystyczny, a w 1912 r. udostępniono ją turystycznie wykonując niezbędne w niektórych miejscach udogodnienia w postaci drewnianych kładek i drabinek. Przejście przez ścianę Závojovego vodopádu stało się możliwe dopiero dzięki metalowym drabinkom i kładkom zamontowanych w latach 1979 – 1981, wcześniej szlak prowadził inną drogą.
W  Sokoliej dolinie znajduje się kilka wodospadów:
- Bočný vodopad – wysokość 8 m
- Skalný vodopád – wysokość 3,5 m
- Závojový vodopád – wysokość 75 m
- Vyšný vodopád – wysokość 15,5 m

Závojový vodopád jest najwyższym wodospadem w Słowackim Raju.
Sokolią doliną prowadzi jednokierunkowy szlak turystyczny zaczynający się w Tomášovskiej Belej. Czas przejścia przy wysokim stanie wód lub złej pogodzie może się znacznie wydłużyć, miejscami szlak prowadzi bowiem dnem potoku Sokol. Wymagana jest odporność na ekspozycję, trzeba bowiem metalowymi drabinkami wyjść obok wodospadu na ścianę o wysokości około 100 m.
Szlak turystyczny
  Sokolia dolina, ústie – Sokolia dolina – Sokolia dolina, záver (skrzyżowanie ze szlakiem zielonym).

## Galeria zdjęć

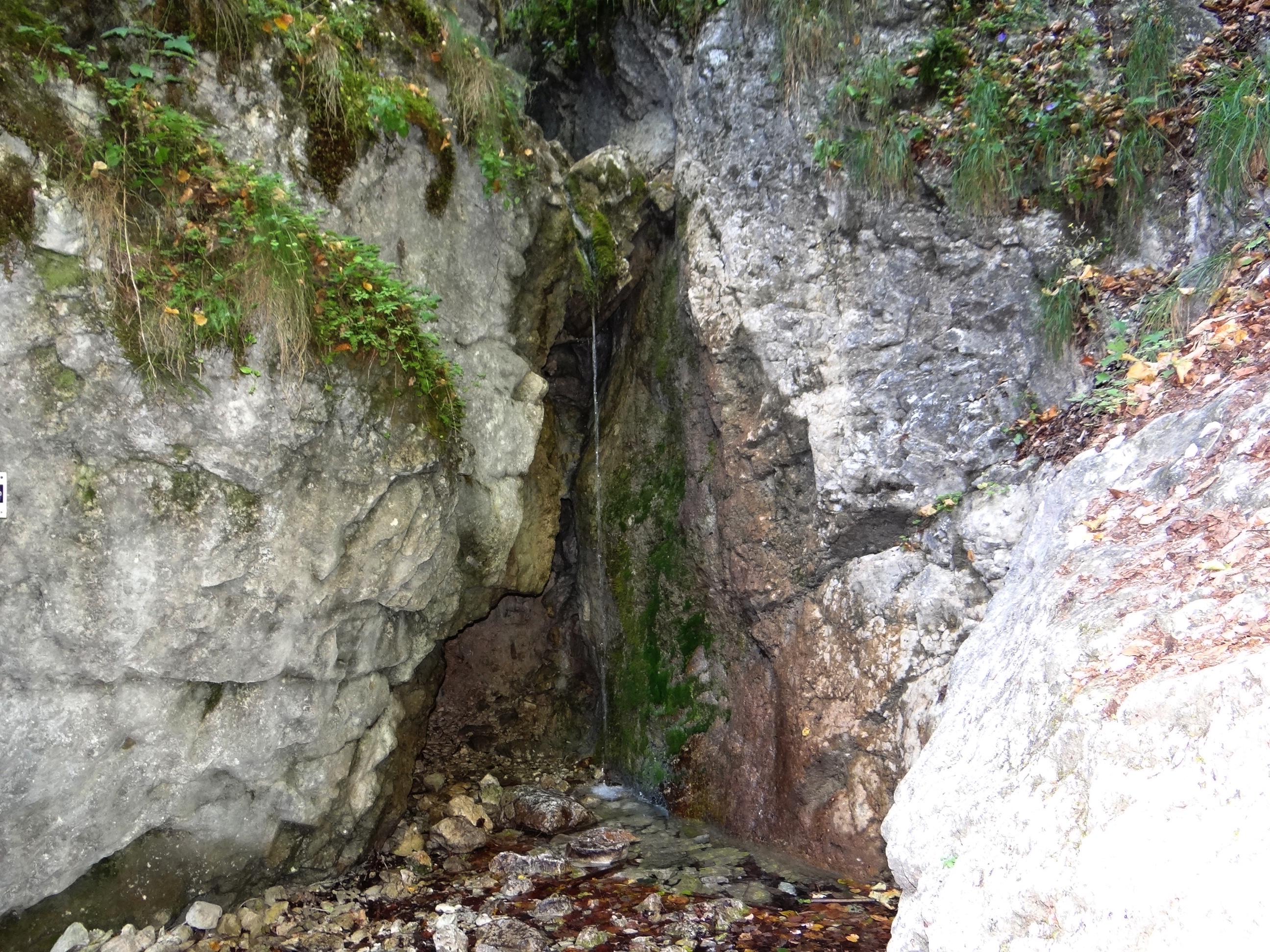
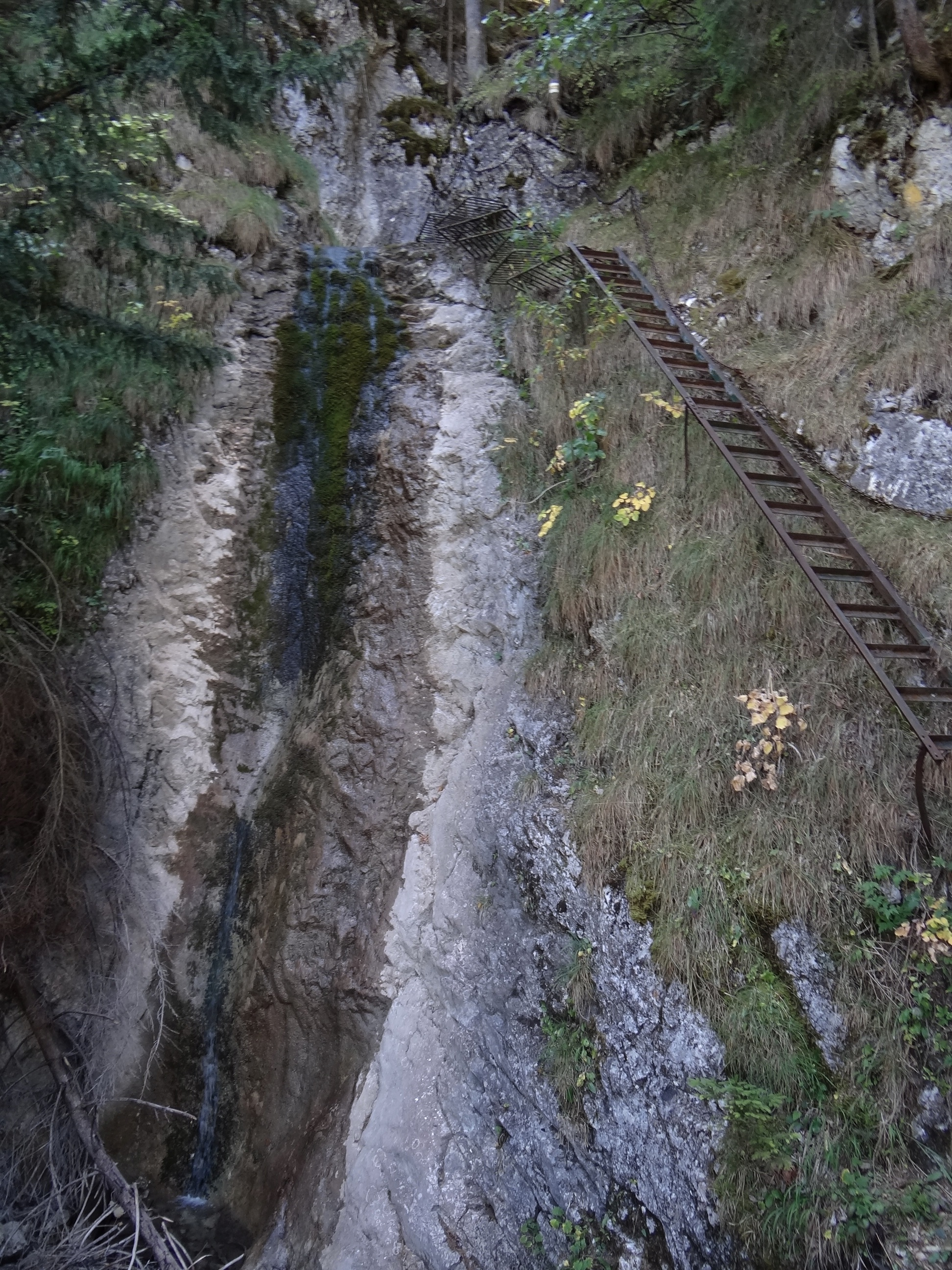
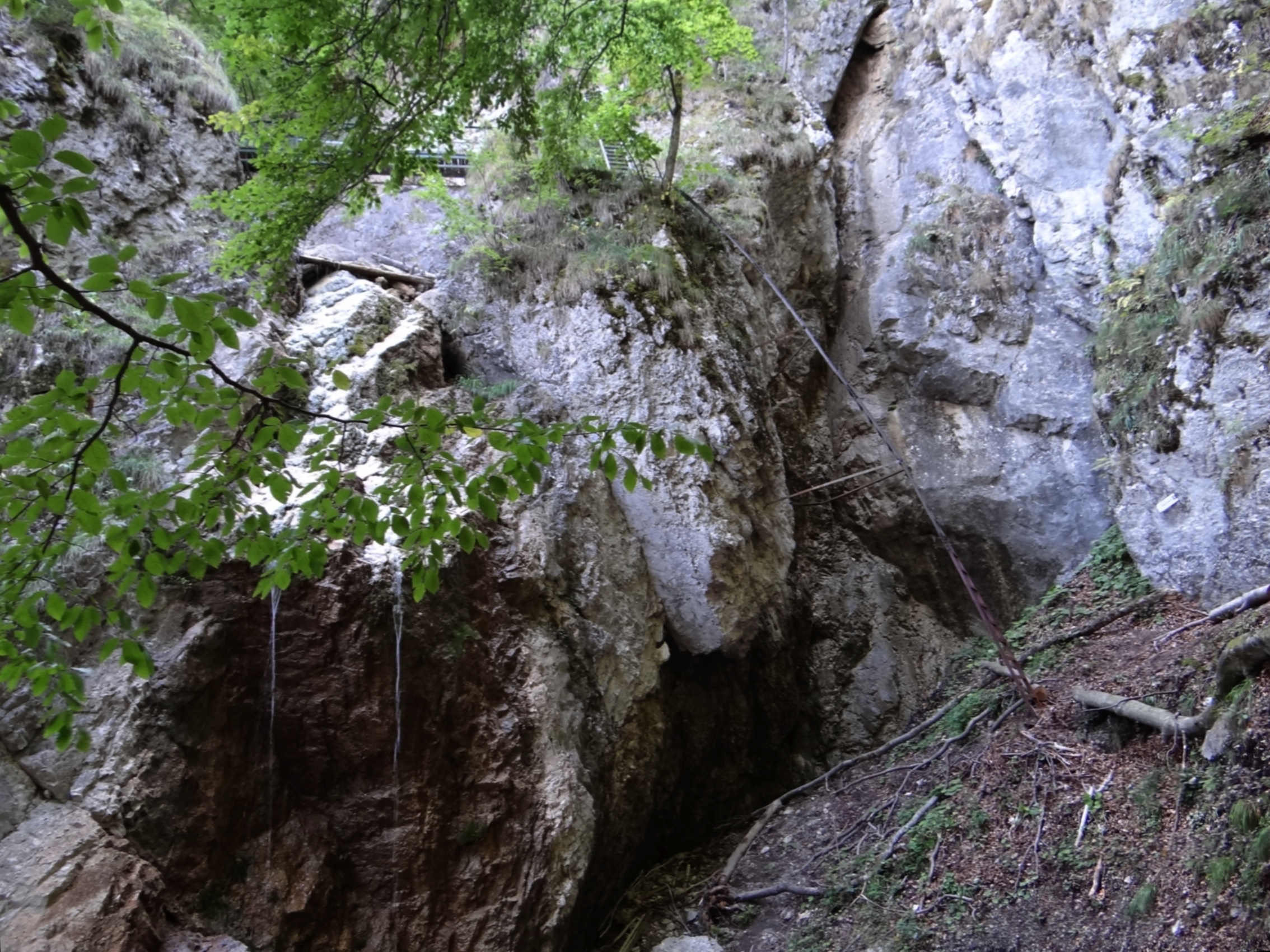
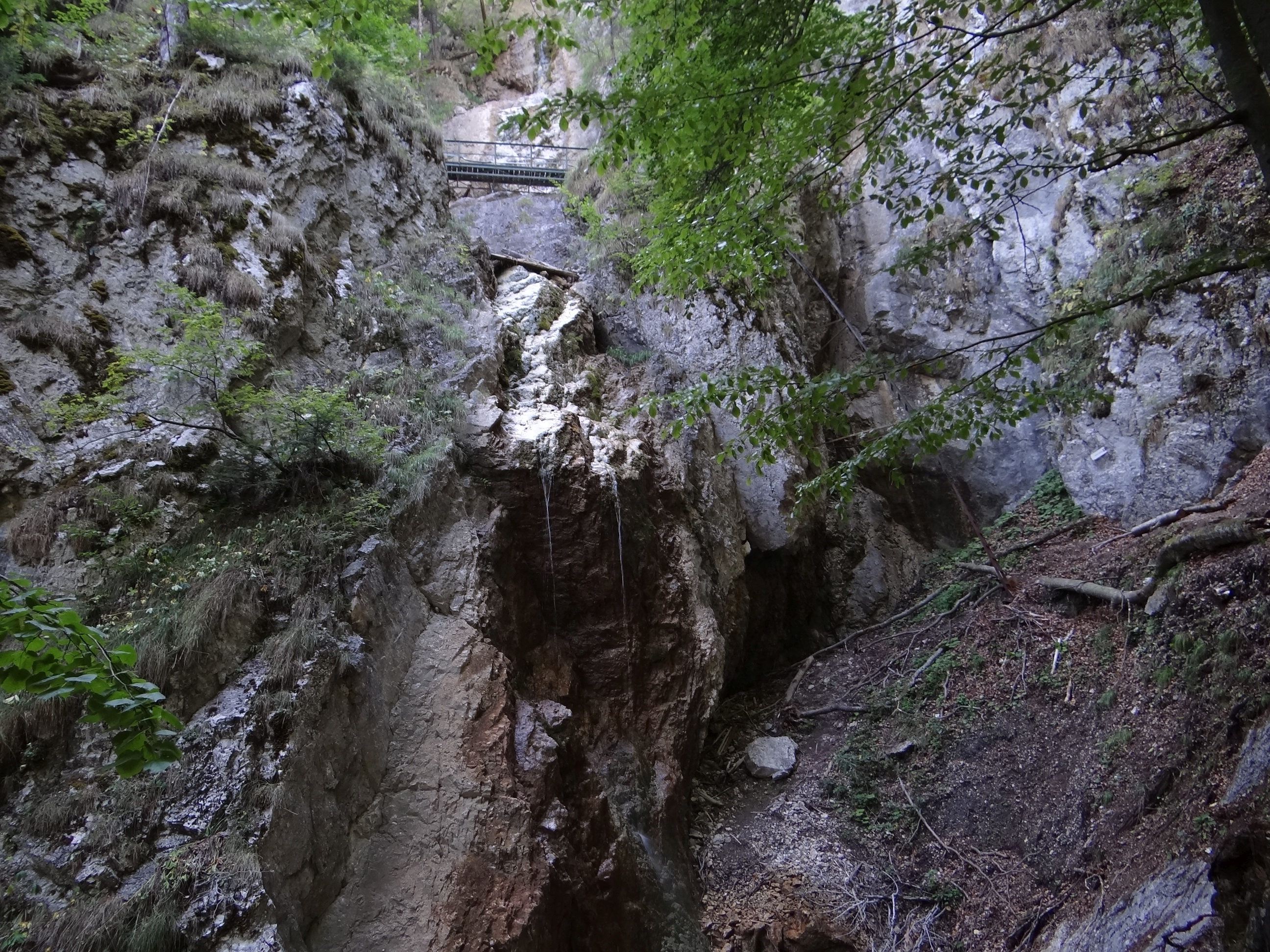

## Zewnętrzne linki
Sokolia dolina